# Austin Maxi
La Maxi è un'autovettura prodotta dalla British Leyland tra il 1969 ed il 1981 e venduta col marchio Austin.

## La nascita
A metà degli anni sessanta l'unico modello Austin a trazione posteriore era l'ormai obsoleta Austin A60 Cambridge e occorreva realizzare una nuova automobile che ne prendesse il posto, inserendosi tra la 1100/1300 e la 1800.
Il progetto (Ado 14) fu l'ultimo sviluppato da Alec Issigonis e il modello che ne scaturì fu l'ultimo sviluppato dalla British Motor Corporation (trasformatasi in British Leyland nel 1968).
Per la vettura, dotata di caratteristiche tecniche all'avanguardia (trazione anteriore, Sospensioni, ruote indipendenti con sistema Hydrolastic e impianto frenante misto con servofreno), vennero progettati un nuovo motore ed un nuovo cambio manuale a 5 rapporti.
Nonostante il pianale inedito, la discutibile scelta di utilizzare le porte e la cellula centrale della carrozzeria (tetto, montanti, giroporte: struttura soprannominata Landcrab) della 1800 allo scopo di ridurre gli investimenti condizionò pesantemente il design. La nuova berlina Austin, presentata nel 1969, era una via di mezzo tra una fastback a 5 porte ed una station wagon. Oggi la si definirebbe una crossover.
Grazie all'inconsueta forma era, però, spaziosa e sfruttabile (tutti i sedili potevano essere ribaltati fino a formare un letto). Per sottolineare la spaziosità e la duttilità del modello (anche in contrappunto alla Mini) venne scelto il nome Maxi.
Spinta da un nuovo 4 cilindri monoalbero in testa E Series di 1485cm³ alimentato a carburatore (da 75cv), la Maxi non ottenne il successo sperato.

## L'evoluzione
Nel 1970, contemporaneamente ad alcune modifiche ai leveraggi del cambio, la Maxi 1500 venne affiancata dalla versione 1750, con cilindrata portata a 1748 cm³ e potenza massima di 80cv.
La Maxi 1750 era riconoscibile per i profili laterali neri e la griglia della mascherina anteriore leggermente ritoccata.
Nel 1972 venne lanciata la 1750 HL, con alimentazione a 2 carburatori (91cv) e allestimento più ricco (plancia con finitura simil legno, tetto rivestito in vinile, profili laterali cromati rivestiti in gomma nera, pneumatici maggiorati, pavimento in moquette anziché in gomma).
Nel 1974 la lista degli optional s'arricchì di un sofisticato cambio automatico a 4 rapporti, mentre nel 1976 il sistema Hydrolastic venne aggiornato come sull'Allegro, diventando Hydragas.
Nel 1980, dopo l'uscita di scena della 1500 (1979), la Maxi subì il primo ed unico restyling della sua carriera.
A cambiare furono i paraurti (ora in plastica), la mascherina anteriore e gli interni.
Alla base della nuova gamma si poneva la 1750 L (con motore monocarburatore), mentre al top c'era la 1750 HLS (con motore bicarburatore e allestimento ricco, con cruscotto parzialmente rivestito da impiallacciatura in noce e sedili in velluto). Ad un livello intermedio (motore con un carburatore ed allestimento meno sofisticato) si collocava la HL.
La Maxi uscì di listino nel 1981. Ne sono state costruite 450.297 unità.

## Versioni prodotte
- Maxi 1500 (1969-79)
- Maxi 1750 (1970-80)
- Maxi 1750 HL (1972-80)
- Maxi 2 1750 L (1980-81)
- Maxi 2 1750 HL (1980-81)
- Maxi 2 1750 HLS (1980-81)